# Géographie de Koror
La géographie de Koror se caractérise par son fort aspect insulaire. En effet, contrairement aux autres États du sud du pays, composé d'un petit nombre d'îles, et à ceux plus au nord situé sur l'île de Babeldaob, l’État de Koror s'étend sur  un chapelet d'îles dont seule une petite portion constitue la « zone urbaine ».

## Îles habitées
| Île           | Superficie (km2) | Population (2000) | Coordonnées                      |
| ------------- | ---------------- | ----------------- | -------------------------------- |
| Koror         | 7,8              | 13 000            | 7° 20′ 44″ N, 134° 29′ 31″ E     |
| Ngermalk      |                  |                   | 7° 20′ 14,5″ N, 134° 27′ 43,5″ E |
| Ngerekebesang |                  |                   | 7° 21′ 16,7″ N, 134° 27′ 03,9″ E |
| Malakal       |                  |                   | 7° 20′ 00,4″ N, 134° 27′ 11,6″ E |

## Îles non-habitées nommées
| Île         | Superficie (km2) | Population (2000) | Coordonnées                      |
| ----------- | ---------------- | ----------------- | -------------------------------- |
| Ulebsechel  |                  |                   | 7° 18′ 35,6″ N, 134° 29′ 05,6″ E |
| Ngerchaol   |                  |                   | 7° 20′ 35,2″ N, 134° 26′ 27,3″ E |
| Ngeruktabel |                  |                   | 7° 14′ 57,3″ N, 134° 24′ 10,7″ E |
| Mecherchar  |                  |                   | 7° 09′ 08″ N, 134° 21′ 43,6″ E   |

### Autres îles nommées
| Île            | Superficie (km2) | Population (2000) | Coordonnées                    |
| -------------- | ---------------- | ----------------- | ------------------------------ |
| Arimasuku      |                  |                   |                                |
| Bailechesengel |                  |                   |                                |
| Bairakaseru    |                  |                   |                                |
| Cheleu         |                  |                   |                                |
| Dmasech        |                  |                   |                                |
| Iilblau        |                  |                   |                                |
| Ngerchebal     |                  |                   | 7° 24′ 52,9″ N, 134° 26′ 44″ E |
| Ngerur         |                  |                   | 7° 22′ 03″ N, 134° 25′ 52,9″ E |